# William MacBean George Colebrooke
William MacBean George Colebrooke; (1787-1870); General de la Armada Inglesa. 

## Biografía
Hijo del coronel Paulet Welbore Colebrooke, RA (fallecido en 1816), fue educado en Woolwich, ingresando en la Artillería Real como primer teniente el 12 de septiembre de 1803. 

## Carrera militar
En 1805 recibió la orden de ir a Oriente: primero a Ceilán, luego en 1806 a Malabar y de regreso a Ceilán en 1807. Fue a la India en 1809 y se le destinó con el ejército de campaña allí hasta 1810, convirtiéndose en capitán el 27 de septiembre de 1810. 
Colebrooke fue destinado a Java y resultó herido en los combates contra los holandeses en esa isla en 1811 y fue viceintendente general en 1813, siendo ascendido a alcalde el 1 de junio de 1813. 
Fue enviado como agente político y comisionado a Palembong en Sumatra, y luego a Bengala en 1814. Destinado de nuevo a Java en 1815, y luego a la India tras la conclusión de la paz y la recuperación de Java a los holandeses el 19 de agosto de 1816. 
Sirvió durante la tercera guerra anglo-maratha de 1817-1918 y acompañó a la Expedición al Golfo Pérsico en 1818. Regresó a Inglaterra en 1821.
El 9 de septiembre de 1834 se convirtió en vicegobernador de las Bahamas; pasó por Jamaica alrededor de un mes y llegó a Nasáu en un barco de guerra el 26 de febrero de 1835. Su primer discurso ante la Asamblea fue el 7 de abril de 1835.
Administró la colonia durante los días en que la esclavitud se suavizó antes de su abolición definitiva. 
El 13 de febrero de 1837 fue nombrado Gobernador de las Islas de Sotavento, estando en ese momento de excedencia en Inglaterra. Asumió el gobierno de Antigua y las demás islas el 11 de mayo de 1837, y uno de sus primeros actos oficiales fue la proclamación de la Reina Victoria. En este gobierno, como en Bahamas, trató de mejorar la educación y reformar la disciplina carcelaria; también instó a la restauración del antiguo consejo general de Leewards.
El 25 de julio de 1840 partió de Antigua hacia Liverpool y, tras un permiso prolongado, el 26 de marzo de 1841 fue nombrado teniente gobernador de New Brunswick. Aquí su mandato transcurrió sin incidentes, siendo la cuestión del límite de Maine el principal asunto público que afectó a la colonia en ese momento.
El 9 de noviembre de 1846 se convirtió en coronel del ejército, aunque no fue coronel de artillería hasta más tarde. El 27 de noviembre de 1847 fue destinado a la Guayana Británica, pero nunca asumió el cargo, sino que el 11 de agosto de 1848, como gobernador, se dirigió a Barbados, donde también administró las Islas de Barlovento. Colebrooke trabajó para la represión del crimen y la mejora de las prisiones. También sugirió una federación de todas las Islas de Barlovento, anticipándose a propuestas posteriores. 
En 1854, la retirada de las tropas imperiales de las islas menores provocó cierta aprensión, pero la paz de las islas no se vio alterada.
Fue nombrado general de división el 20 de junio de 1854. En enero de 1856 renunció a su gobierno y regresó a Inglaterra. Fue ascendido a teniente general el 16 de enero de 1859 y general el 26 de diciembre de 1865, y estuvo al mando de la Artillería Real desde 1859 hasta su muerte.

## Familia
Colebrooke se casó, en 1820, con Emma Sophia, hija del teniente coronel Robert Colebrooke (fallecido en 1808), agrimensor general de Bengala; ella murió en 1851.
| Predecesor: Evan John Murray MacGregor | Gobernador de Antigua y Barbuda 1837-1842    | Sucesor: Sir Charles Agoustus Fitzroy |
| Predecesor: William Reid               | Administrador Colonial de Barbados 1848-1856 | Sucesor: Francis Hincks               |

## Atribución
Este artículo incorpora texto de una publicación que ahora es de dominio público : Harris, Charles Alexander (1901). "Colebrooke, William Macbean George ". Diccionario de Biografía Nacional (1.er suplemento). Londres: Smith, Elder & Co.